# ماکاک ژاپنی
ماکاک ژاپنی (نام علمی: Macaca fuscata) نام یک گونه از سرده ماکاک است.این جانور خشکی زی از گونه‌های میمون بر قدیم است که بومی ژاپن می‌باشد. این جانور گاهی به عنوان میمون برفی نیز شناخته می‌شود چونکه در جاهایی زندگی می‌کنند که برف زمین را برای ماهایی از سال پوشانده است – هیچ نخستی‌سان غیر آدم نه در آب هوای قطبی و نه در در آب و هوای سرد زندگی می‌کند.